# هرانت
هرانت یا هراند (به ارمنی: Հրանդ) یا (به ارمنی: Հրանտ) نام کوچک مردانه رایج در میان ارمنیان می‌باشد و ممکن است به یکی از موارد زیر اشاره داشته باشد:
- هراند آیوازیان
- هراند آلیاناک، نقاش
- هراند باگراتیان، سیاست‌مدار، و اقتصاددان
- هراند پاسدرماجیان، استاد دانشگاه و تاریخ‌نگار
- هراند توخاتیان، کمدین، هنرپیشه، تهیه‌کننده و گوینده
- هراند خاچاتریان، سیاستمدار
- هرانت دینک،
- هرانت شاهینیان، ژیمناست
- هراند فالیان
- هراند قوکاسیان
- اودی هراند گنگولیان
- هراند ماتئوسیان، نویسنده، و فیلم‌نامه‌نویس
- هرانت مارکاریان، سیاستمدار
- هراند مالویان
- هراند ملکومیان، استادبزرگ شطرنج
- هراند میناسیان، کارگردان، تهیه‌کننده، تدوینگر و دستیار کارگردان
- هراند نازاریانتس
- هرانت واردانیان، نیکوکار و تاجر

## مرتبط
- دولت دوم هراند باگراتیان
- ترور هرانت دینک